# Pseudagrion kersteni
Pseudagrion kersteni – gatunek ważki z rodziny łątkowatych (Coenagrionidae). Występuje w Afryce Subsaharyjskiej, gdzie jest szeroko rozpowszechniony, oraz w południowo-zachodniej części Półwyspu Arabskiego.
W RPA imago lata przez cały rok, jednak największa liczba osobników występuje od października do końca maja. Długość ciała 38–41 mm. Długość tylnego skrzydła 20–21 mm.